# پارک ملی الخاندرو هامبولت
پارک ملی الخاندرو هامبولت (به اسپانیایی: Parque Nacional Alejandro de Humboldt‎) پارک ملی در استان‌های استان اولگین و استان گوانتانامو در کشور کوبا است. نام این پارک از دانشمند آلمانی الکساندر فون هومبولت که در سال‌های ۱۸۰۰ و ۱۸۰۱ از این جزیره بازدید کرد گرفته شده‌است. این پارک در سال ۲۰۰۱ به دلیل وسعت، محدوده ارتفاع، صخره‌شناسی پیچیده، تنوع شکل اراضی و غنی بودن پوشش گیاگان و زیاگان بومی، به عنوان میراث جهانی یونسکو ثبت شده‌است.

## بررسی اجمالی
رودخانه‌هایی که از قله‌های پارک بیرون می‌روند برخی از بزرگترین در حوزه کارائیب هستند. گفته می‌شود این پارک مرطوب‌ترین مکان کوبا است و این باعث تنوع بیولوژیکی بالایی می‌شود.